# Торит
Торит је главни град вилајета Источна Екваторија у Јужном Судану. Налази се 50-ак километара од границе са Угандом у долини реке Кинјети. Према подацима из 2009. године у граду живи 17.957 становника и то углавном припадника народа Лотуко, Мади и Ачоли.